# Eugene Lyons
Pour les articles homonymes, voir Lyons.
Eugene Lyons, né en 1898 et mort en 1985, est un écrivain et journaliste américain. Dans sa jeunesse, il fut membre du Parti communiste des États-Unis mais, après avoir vécu plusieurs années comme correspondant de la United Press International (UPI) à Moscou, il commença à critiquer fortement l'Union soviétique avant de devenir anticommuniste. Lyons est connu pour avoir été le biographe du président Herbert Hoover.

## Biographie

### Jeunesse
Eugene Lyons est né le 1er juillet 1898 à Uzlyany (en), qui est désormais une ville biélorusse mais qui à l'époque faisait partie de l'Empire russe. Il était issu d'une famille juive, ses parents se prénommaient Nathan Lyons et Minnie Privine.
Il a grandi à New York. Jeune, il s'enrôle comme membre dans la Young People's Socialist League, qui était la section du Parti socialiste américain pour les jeunes.

### Correspondant de presse à Moscou (1928-1934)
Ayant vécu à Moscou entre 1928 et 1934, il est l'un des premiers interlocuteurs occidentaux de Staline.

### Journaliste aux États-Unis
Il est l’un des membres fondateurs du Overseas Press Club of America. Le 12 avril 1940, lors de la première assemblée générale annuelle de l’association au The Pierre, Eugene Lyons est élu président.

## Œuvre
- The Life and Death of Sacco and Vanzetti, International Publishers (New-York), 1927
- Modern Moscow, Hurst & Blackett, 1935
- Moscow Carrousel, Alfred A. Knopf, 1935
- Assignment in Utopia, Harcourt, Brace and Co., 1937
- Stalin, Czar of all the Russias, Lippincott, 1940
- The Red Decade : the Stalinist Penetration of America, Bobbs-Merrill, 1941
- Our Unknown Ex-President : a Portrait of Herbert Hoover, Doubleday (New-York), 1948
- Our Secret Allies : the Peoples of Russia, Duell, Sloan and Pearce, 1953
- Herbert Hoover : a Biography, Doubleday (New-York), 1964
- David Sarnoff : a Biography, Harpper & Row (New-York), 1966
- Workers’ Paradise Lost : Fifty Years of Soviet Communism, Funk and Wagnalls (New-York), 1967